# Station Bulwell
Bulwell is een spoorwegstation van National Rail en tramhalte van Nottingham Express Transit (NET) in Bulwell, Nottingham in Engeland. Het station is eigendom van Network Rail en wordt beheerd door East Midlands Railway.

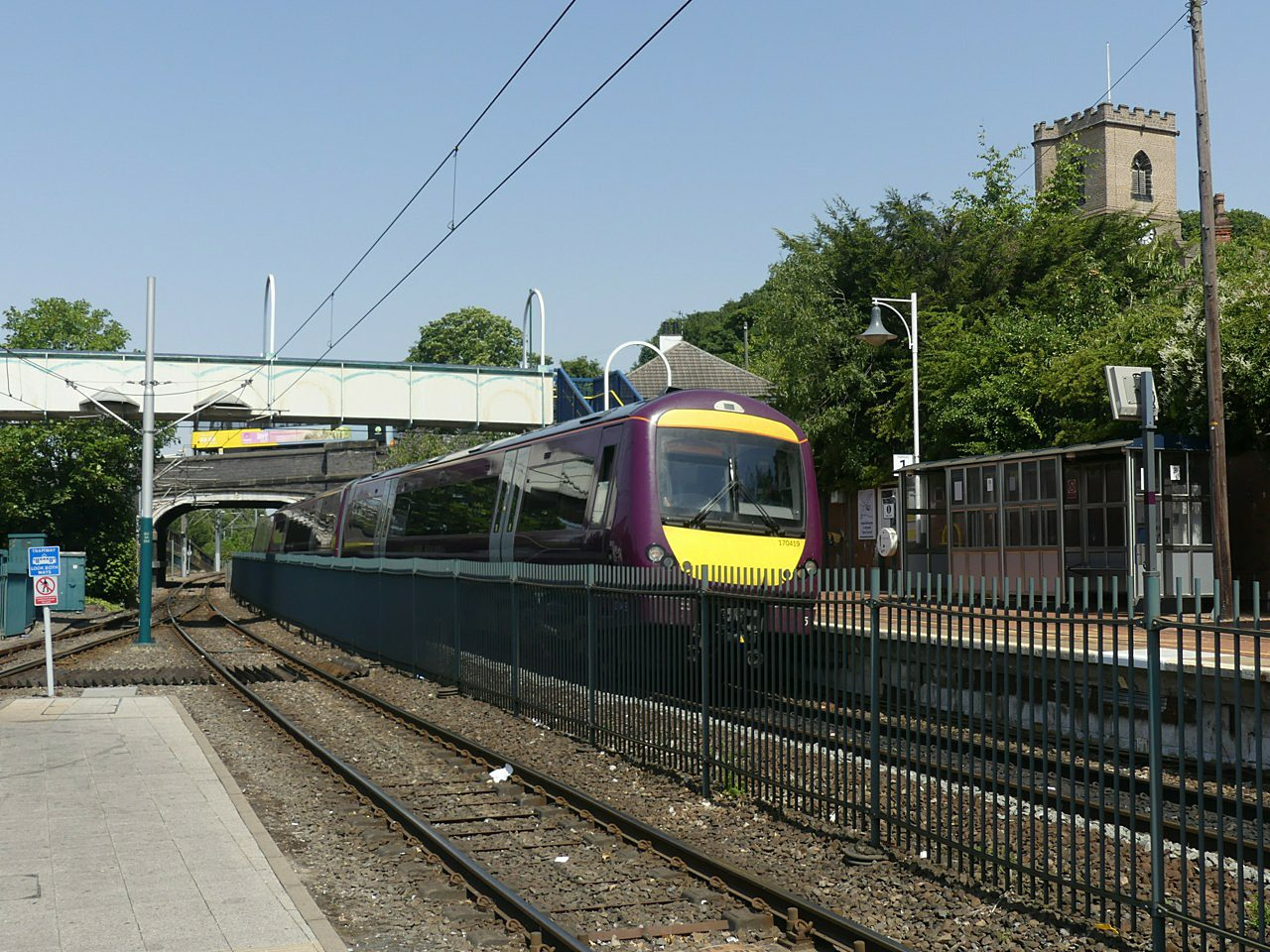
Trein bij het station, 2022
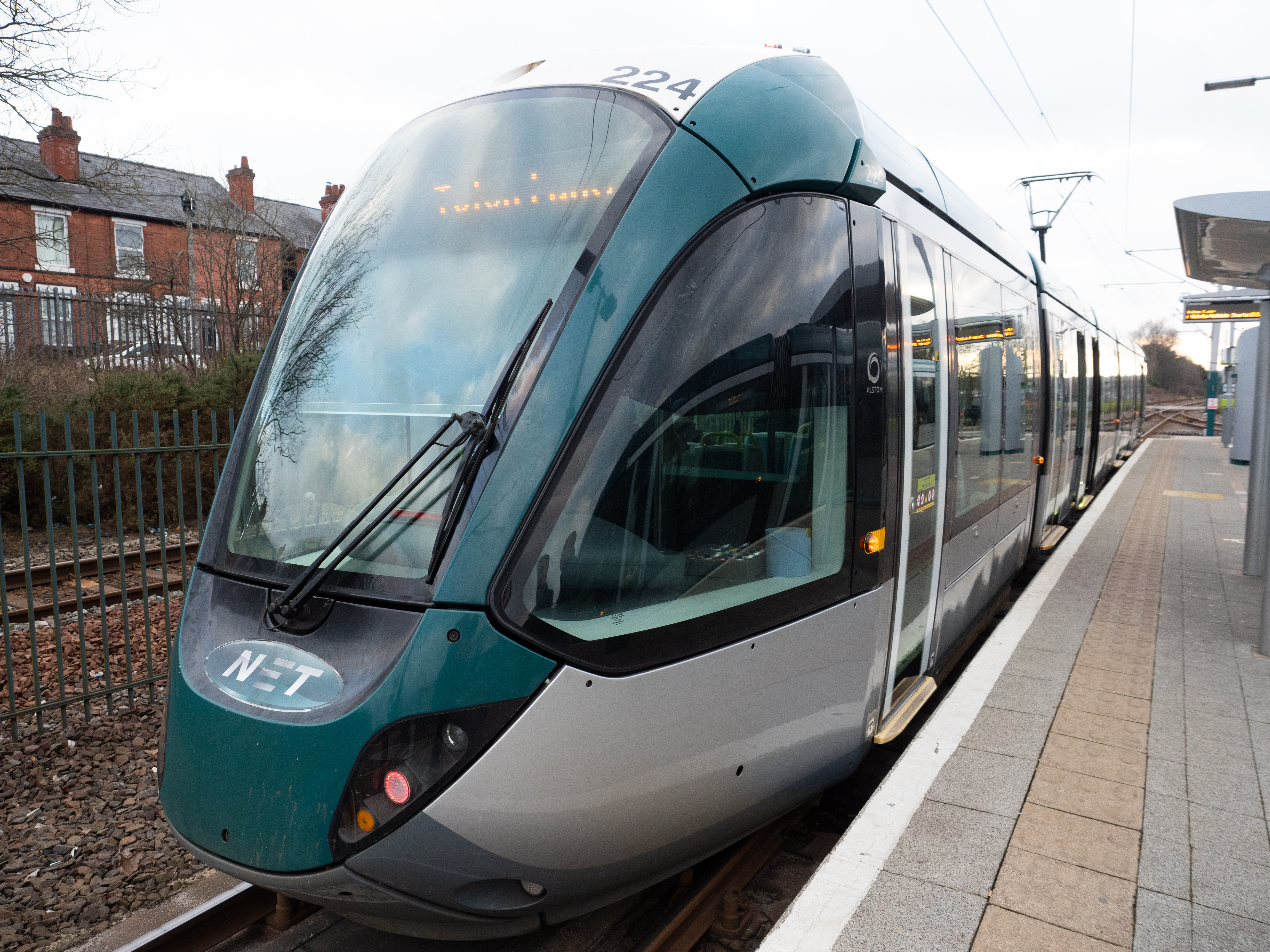
Tram bij de halte, februari 2025